# Heikki Ikola
Heikki Johannes Ikola (ur. 9 września 1947 w Jurvie) – fiński biathlonista, trzykrotny medalista igrzysk olimpijskich i siedmiokrotny medalista mistrzostw świata.

## Kariera
W 1971 roku wystąpił na mistrzostwach świata w Hämeenlinna, gdzie był dziesiąty w biegu indywidualnym i czwarty w sztafecie. Pierwszy sukces w karierze osiągnął na rozgrywanych rok później igrzyskach olimpijskich w Sapporo. Indywidualnie nie startował, jednak wspólnie z Esko Sairą, Juhanim Suutarinenem i Maurim Röppänenem zajął drugie miejsce w sztafecie. Srebrny medal w tej konkurencji Finowie w składzie: Simo Halonen, Heikki Flöjt, Juhani Suutarinen i Heikki Ikola wywalczyli także podczas mistrzostw świata w Mińsku w 1974 roku. Ikola był tam też czwarty w biegu indywidualnym, przegrywając walkę o podium z Torem Svendsbergetem z Norwegii o 16,6 sekundy.
Pierwszy indywidualny medal wywalczył w 1975 roku, kiedy na mistrzostwach świata w Anterselvie w 1975 roku zwyciężył w biegu indywidualnym. W zawodach tych wyprzedził Nikołaja Krugłowa z ZSRR i Esko Sairę. Dzień później był czwarty w sprincie, w walce o podium ulegając Klausowi Siebertowi z NRD. Następnie  razem z Henrikiem Flöjtem, Simo Halonenem i Juhanim Suutarinenem zwyciężył również w sztafecie.
W 1976 roku wziął udział w igrzyskach olimpijskich w Innsbrucku. W biegu indywidualnym dwukrotnie nie trafił na strzelnicy i uzyskał ósmy czas biegu, co jednak pozwoliło mu zdobyć srebrny medal. Do zwycięzcy, Nikołaja Krugłowa, stracił ponad 1:30 minuty, a trzeciego na mecie Aleksandra Jelizarowa wyprzedził o 12 sekund. Parę dni później sztafeta Finlandii w składzie Henrik Flöjt, Esko Saira, Juhani Suutarinen i Heikki Ikola zajęła drugie miejsce. Z uwagi na nieobecność sprintu w programie olimpijskim rozegrano w 1976 roku również mistrzostwa świata w Anterselvie. Zawodnicy rywalizowali tam wyłącznie w sprincie, który Ikola ukończył na czwartej pozycji, tuż za Krugłowem.
Kolejne dwa medale wywalczył podczas mistrzostw świata w Vingrom w 1977 roku. W biegu indywidualnym wywalczył swój drugi tytuł mistrzowski, wyprzedzając Norwega Sigleifa Johansena i Aleksandra Tichonowa z ZSRR. W sprincie był piąty, natomiast w sztafecie ponownie zdobył srebrny medal. Tym razem sztafeta Finlandii startowała w składzie Erkki Antila, Raimo Seppänen, Simo Halonen i Heikki Ikola. W tym samym składzie Finowie zajęli też drugie miejsce na mistrzostwach świata w Ruhpolding w 1979 roku. Poza tym był siódmy w biegu indywidualnym, a w sprincie nie wystartował.
Swój ostatni medal wywalczył na mistrzostwach świata w Lahti w 1981 roku. Po raz trzeci w karierze zwyciężył tam w biegu indywidualnym, zostając drugim po Tichonowie zawodnikiem w historii, który trzykrotnie został mistrzem świata w tej konkurencji. Pozostałe miejsca na podium zajęli Frank Ullrich z NRD i Erkki Antila. W sprincie był dziewiąty, a w sztafecie szósty. Brał też udział w igrzyskach olimpijskich w Lake Placid rok wcześniej, gdzie w biegu indywidualnym zajął osiemnastą pozycję.
W zawodach Pucharu Świata zadebiutował 14 stycznia 1978 roku w Ruhpolding, zajmując piąte miejsce w sprincie. Tym samym już w swoim debiucie zdobył pierwsze punkty. Na podium zawodów tego cyklu pierwszy raz stanął 2 kwietnia 1978 roku w Sodankylä, kończąc rywalizację w tej konkurencji na drugiej pozycji. Rozdzielił tam dwóch reprezentantów ZSRR: Władimira Barnaszowa i Aleksandra Tichonowa. W kolejnych startach jeszcze jeden raz plasował się w czołowej trójce: 2 lutego 1981 roku w Lahti wygrał bieg indywidualny. W klasyfikacji generalnej sezonu 1978/1979 był dziesiąty.
Wybrany najlepszym sportowcem swego kraju w latach 1975 i 1981. W 1980 roku był chorążym reprezentacji Finlandii na ZIO 1980 roku.
Po zakończeniu kariery pracował jako trener, prowadził między innymi reprezentację Finlandii na ZIO 1988 i ZIO 1992. Następnie pracował jako komentator sportowy.

## Osiągnięcia

### Igrzyska olimpijskie
| Rok  | Miejscowość | Konkurencje | Konkurencje | Konkurencje | Konkurencje | Konkurencje | Konkurencje | Konkurencje |
| Rok  | Miejscowość | IN          | SP          | PU          | MS          | RL          | MR          | SR          |
| ---- | ----------- | ----------- | ----------- | ----------- | ----------- | ----------- | ----------- | ----------- |
| 1972 | Sapporo     | –           | nd.         | nd.         | nd.         | 2.          | nd.         | –           |
| 1976 | Innsbruck   | 2.          | nd.         | nd.         | nd.         | 2.          | nd.         | –           |
| 1980 | Lake Placid | 18.         | –           | nd.         | nd.         | –           | nd.         | –           |

### Mistrzostwa świata
| Rok  | Miejscowość | Konkurencje | Konkurencje | Konkurencje | Konkurencje | Konkurencje | Konkurencje | Konkurencje |
| Rok  | Miejscowość | IN          | SP          | PU          | MS          | RL          | MR          | SR          |
| ---- | ----------- | ----------- | ----------- | ----------- | ----------- | ----------- | ----------- | ----------- |
| 1971 | Hämeenlinna | 10.         | nd.         | nd.         | nd.         | 4.          | nd.         | –           |
| 1973 | Lake Placid | 11.         | nd.         | nd.         | nd.         | 4.          | nd.         | –           |
| 1974 | Mińsk       | 4.          | 13.         | nd.         | nd.         | 2.          | nd.         | –           |
| 1975 | Anterselva  | 1.          | 4.          | nd.         | nd.         | 1.          | nd.         | –           |
| 1976 | Anterselva  | nd.         | 4.          | nd.         | nd.         | nd.         | nd.         | –           |
| 1977 | Vingrom     | 1.          | 5.          | nd.         | nd.         | 2.          | nd.         | –           |
| 1978 | Hochfilzen  | 4.          | –           | nd.         | nd.         | –           | nd.         | –           |
| 1979 | Ruhpolding  | 7.          | DNS         | nd.         | nd.         | 2.          | nd.         | –           |
| 1981 | Lahti       | 1.          | 9.          | nd.         | nd.         | 6.          | nd.         | –           |
| 1982 | Mińsk       | 26.         | 16.         | nd.         | nd.         | 8.          | nd.         | –           |

### Puchar Świata

#### Miejsca w klasyfikacji generalnej
| Sezon     | Miejsce |
| --------- | ------- |
| 1977/1978 | 16.     |
| 1978/1979 | 10.     |
| 1979/1980 | -       |
| 1980/1981 | ?       |
| 1981/1982 | 20.     |

#### Miejsca na podium chronologicznie
| Lp. | Dzień      | Rok  | Miejscowość | Konkurencja                | Lokata | Pudła   | Czas biegu | Strata | Zwycięzca          |
| --- | ---------- | ---- | ----------- | -------------------------- | ------ | ------- | ---------- | ------ | ------------------ |
| 1.  | 2 kwietnia | 1978 | Sodankylä   | Sprint na 10 km            | 2.     | 1       | 32:00,2    | +59,3  | Władimir Barnaszow |
| 2.  | 2 lutego   | 1981 | Lahti       | Bieg indywidualny na 20 km | 1.     | 0+0+0+0 | 1:13:07,2  | –      | –                  |